# Parrocchia di Acadia
La parrocchia di Acadia (Acadia Parish in inglese, Paroisse de l'Acadie in francese) è una parrocchia dello Stato statunitense della Louisiana. Il capoluogo è Crowley.

## Geografia fisica
La parrocchia si trova nel centro-sud dello Stato. La parrocchia copre un'area totale di 1 703 km², 6 dei quali costituiti dalle acque interne. Il territorio è pianeggiante. La parrocchia rientra nella regione dell'Acadiana.

### Parrocchie confinanti
- Parrocchia di Evangeline - nord
- Parrocchia di St. Landry - nord/nord-est
- Parrocchia di Lafayette - sud-est
- Parrocchia di Vermilion - sud
- Parrocchia di Jefferson Davis - ovest

## Storia
Il primo insediamento dell'attuale parrocchia di Acadia fu costruito dagli acadiani esiliati, indotti dal coverno spagnolo a spostarsi proprio in questa zona. La parrocchia (in Louisiana le parrocchie costituiscono un livello amministrativo equivalente a quello delle contee degli altri stati degli USA) fu creata nel 1886 a partire da parti di territorio della contea di St. Landry. Il nome deriva dall'ex colonia francese di Acadia in Canada.

## Società

### Evoluzione demografica
Al censimento del 2000 contava 58 861 abitanti (15 666 famiglie) e 23 209 unità abitative (14 per km²). La componente etnica era così composta: 80,73% caucasici, 18,25% afroamericani, 0,91% ispanici, 0,20% nativi americani, 0,15% asiatici.
Il 29,80% della popolazione era sotto i 18 anni, il 12,30% sopra i 65 anni.
Il reddito pro capite si attesta sui 13.424 dollari. Il 24,50% della popolazione è sotto la soglia di povertà.

## Comuni[5]

### Cities
- Crowley (capoluogo)
- Eunice
- Rayne

### Towns
- Church Point
- Duson
- Iota

### Villages
- Estherwood
- Mermentau
- Morse

### Census-designate places
- Branch
- Egan
- Midland

## Strade principali
- Interstate 10
- U.S. Route 90
- Louisiana Highway 13
- Louisiana Highway 35